# Zakavkazský front

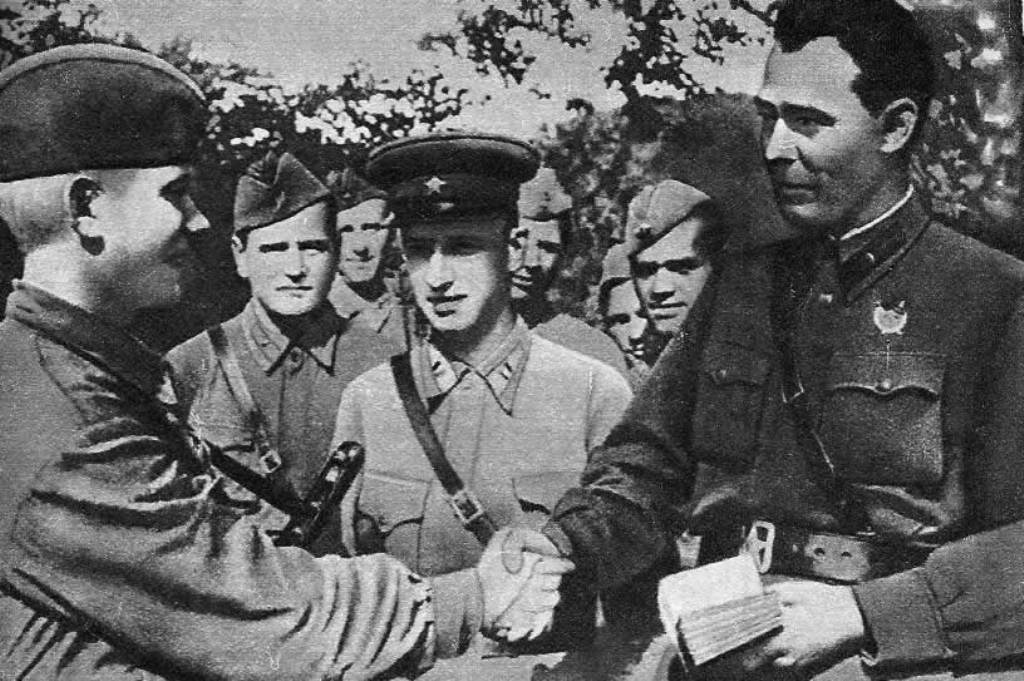
Leonid Brežněv si třese rukou se Sovětským vojákem na Zakavkazské frontě

Zakavkazský front (rusky Закавказский фронт) byl název dvou vojenských formací Rudé armády za druhé světové války.

## Zakavkazský front (23. srpna – 30. prosince 1941)

### Historie
Zakavkazský front vznikl 23. srpna 1941 přejmenováním Zakavkazského vojenského okruhu. Už 25. srpna front silami 44. a 47. armády společně s 53. armádou Středoasijského vojenského okruhu a britskými vojsky zahájil okupaci Íránu. Akce proběhla hladce a takřka beze ztrát.
Front také v listopadu 1941 převzal odpovědnost za nejjižnější úsek sovětsko-německé fronty na Krymu, připravil a od 26. prosince 1941 začal realizovat Kerčsko-feodosijskou operaci. Už 30. prosince téhož roku byl přejmenován na Kavkazský front.

### Podřízené jednotky
- 44. armáda (23. srpna – 30. prosince 1941)
- 45. armáda (23. srpna – 30. prosince 1941)
- 46. armáda (23. srpna – 30. prosince 1941)
- 47. armáda (23. srpna – 30. prosince 1941)

- Černomořské loďstvo
- Azovská flotila
- 51. armáda (22. listopadu – 30. prosince 1941)
- Sevastopolský obranný prostor (prosinec – 30. prosince 1941)

### Velení
Velitel
- 23. srpna – 30. prosince 1941 – generálporučík Dmitrij Timofejevič Kozlov

Člen vojenské rady
- 23. srpna – 30. prosince 1941 – divizní komisař Fjodor Afanasjevič Šamanin

Náčelník štábu
- 23. srpna – 30. prosince 1941 – generálmajor Fjodor Ivanovič Tolbuchin

| Předchůdce                 |                                                 | Nástupce        |
| Zakavkazský vojenský okruh | Zakavkazský front 23. srpna – 30. prosince 1941 | Kavkazský front |

## Zakavkazský front (15. května 1942 – 25. srpna 1945)

### Historie
Podruhé byl Zakavkazský front zformován 15. května 1942 podle rozkazu Stavky z 28. dubna.
Aktivně se do vojenských akcí front zapojil v srpnu 1942, když se jednotky frontu (od počátku září včetně sil zrušeného Severokavkazského frontu) bránily na linii Kavkazský hřbet – Těrek postupující německé skupině armád A. Obrana trvala do konce roku 1942.
V lednu 1943 začala Severokavkazská strategická útočná operace. Severní skupina vojsk frontu zahnala německou 1. tankovou armádu na sever k Rostovu, kde proklouzla na Ukrajinu, protože Jižní front nedokázal obsadit Rostov včas. Současně Černomořská skupina vojsk zatlačila německou 17. armádu na Tamaňský poloostrov. 24. ledna byla Severní skupina vojsk osamostatněna jako Severokavkazský front, 6. února byla k novému frontu připojena i Černomořská skupina. Zakavkazský front potom odpovídal pouze za ostrahu čenomořského pobřeží Gruzie a vojska v Íránu, bojových akcí se více neúčastnil.
9. července byl z území frontu vydělen Bakuský vojenský okruh. 25. srpna byl Zakavkazský front reorganizován na Tbiliský vojenský okruh.

### Podřízené jednotky
- 45. armáda (15. května 1942 – 25. srpna 1945)
- 46. armáda (23. srpna – 6. února)

- Severní skupina vojsk (8. srpna 1942 – 24. ledna 1943)
- Černomořská skupina vojsk (1. září 1942 – 6. února)
- 9. armáda (6. srpna 1942 – 24. ledna 1943)
- 12. armáda (4. – 20. září 1942)
- 18. armáda (4. září 1942 – 6. února 1943)
- 24. armáda (začátek srpna – 28. srpna 1942)
- 37. armáda (11. srpna 1942 – 24. ledna 1943)
- 44. armáda (16. června 1942 – 24. ledna 1943)
- 47. armáda (5. září 1942 – 6. února 1943)
- 56. armáda (5. září 1942 – 6. února 1943)
- 58. armáda (30. srpna 1942 – 24. ledna 1943)
- 4. letecká armáda (14. srpna 1942 – 28. ledna 1943)
- 5. letecká armáda (5. září – 4. února)

### Velení
Velitel
- 15. května 1942 – 25. srpna 1945 – armádní generál Ivan Vladimírovič Ťuleněv

Člen vojenské rady
- 15. května 1942 – 25. listopadu 1942 a 5. února 1943 – 25. srpna 1945 – brigádní komisař (od 6. prosince 1942 generálmajor) Pavel Ivanovič Jefimov
- 25. listopadu 1942 – 5. února 1943 – Lazar Mojsejevič Kaganovič

Náčelník štábu
- 15. května 1942 – 13. srpna 1942 – generálmajor Alexej Ivanovič Subbotin
- 23. srpna – 27. října 1942 – generálporučík Pavel Ivanovič Bodin
- říjen – listopad 1942 a 16. prosince 1942 – 22. listopadu 1943 – plukovník (od listopadu 1942 generálmajor) Serafim Jevgeněvič Rožděstvenskij
- listopad – prosinec 1942 – generálporučík Alexej Innokenťjevič Antonov
- 22. listopadu 1943 červen 1944 – generálporučík Semjon Pavlovič Ivanov
- červen 1944 – 25. srpna 1945 – generálporučík Leonid Fjodorovič Minjuk

| Předchůdce                 |                                                    | Nástupce                |
| Zakavkazský vojenský okruh | Zakavkazský front 15. května 1942 – 25. srpna 1945 | Tbiliský vojenský okruh |